# Quatre dragons asiatiques
Pour les articles homonymes, voir Dragon et Dragon oriental.
 (décembre 2015).
Si vous disposez d'ouvrages ou d'articles de référence ou si vous connaissez des sites web de qualité traitant du thème abordé ici, merci de compléter l'article en donnant les références utiles à sa vérifiabilité et en les liant à la section « Notes et références ».

Les quatre dragons asiatiques, du nord au sud : la Corée du Sud, Taïwan, Hong Kong et Singapour.

Les quatre dragons asiatiques (chinois simplifié : 亚洲四小龙 ; chinois traditionnel : 亞洲四小龍 ; pinyin : yàzhōu sì xiǎo lóng), ou les « cinq dragons asiatiques » (puisque la présence du Japon y est contestée), est une expression qui fait référence à trois États et une colonie britannique d'Extrême-Orient à forte croissance industrielle dans la deuxième moitié du XXe siècle : la Corée du Sud, Taïwan, Hong Kong et Singapour. Le Japon peut également y être inclus, malgré un rayonnement plus important que les quatre autres dragons[réf. nécessaire]. Mis à part dans les textes français, chinois, coréens et japonais, ils sont appelés communément les « quatre tigres asiatiques ». Cependant, ils ne doivent pas être confondus avec les nouveaux Tigres asiatiques, une expression qui concerne la Thaïlande, la Malaisie, l'Indonésie, le Viêt nam et les Philippines.
Les dragons étaient appelés parfois nouveaux pays industrialisés d'Asie (NPIA). Ils constituaient le peloton de tête des nouveaux pays industrialisés (NPI) et sont considérés comme  des pays développés à partir des années 1990, suivant l'Angleterre. De ce fait, ils ne font plus partie des NPI ou des pays émergents (pays en voie de développement à croissance élevée). Ces pays ont suivi le modèle économique développé par le Japon (envoi d'étudiants à haut niveau étudier les connaissances scientifiques et technologiques en Occident qui les appliqueront une fois retournés au pays d'origine), auquel ils font concurrence dans les activités industrielles les plus sophistiquées (automobile, électronique grand public) depuis 1980. Aujourd'hui, ils jouissent d'un niveau de vie comparable à celui des pays de l'Union européenne ou du Japon, et leurs indices de développement humain (IDH) sont parmi les plus élevés au monde. En effet, la moyenne de leur indice de développement humain respectif est de 0,900. De plus, les Dragons démontrent un coefficient de Gini (égalité des revenus) de 0,42 sur une échelle de 1. Bien que leur système éducatif soit très intéressant, 4 % de la population est considéré comme analphabète. Pour ce qui est du taux de chômage des Dragons asiatiques (3,175 %), il se trouve en très bonne position par rapport à la moyenne de l'OCDE qui se trouve à 7,9 % en 2013. La Corée du Sud est devenue membre de l'OCDE en 1996.

## Démographie
Si l'on fait une comparaison entre la superficie de chaque pays et la population qui habite chacun de ceux-ci, les dragons asiatiques sont des pays très fortement peuplés. La densité de population moyenne par kilomètre carré chez ces dragons est de 3 744,25 habitants. De plus, la population de chacun de ces pays tend à être plus forte dans les grandes villes. Avec leur meilleur niveau de vie vient une baisse des naissances, ce qui encourage une population vieillissante au détriment d'une future génération active. Singapour, la Corée du Sud et Taïwan ont désormais les taux de fécondités les plus faibles au monde avec respectivement 1,2 %, 1,1 % et 1,3 %. Il peut s'ensuivre que le travail à vie est courant dans ces pays.

## Galerie

Vues des capitales des dragons asiatiques
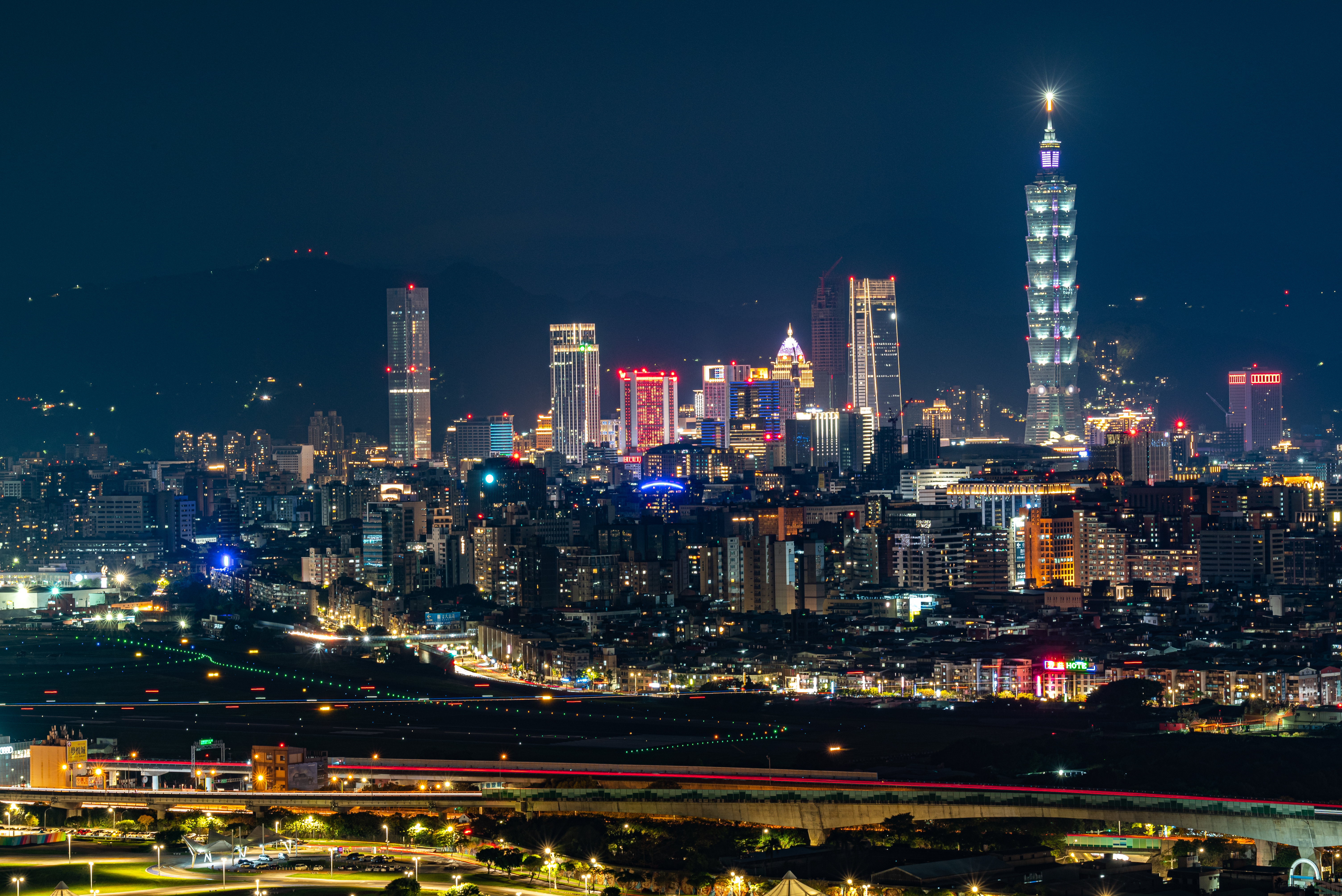
Taipei (Taïwan)
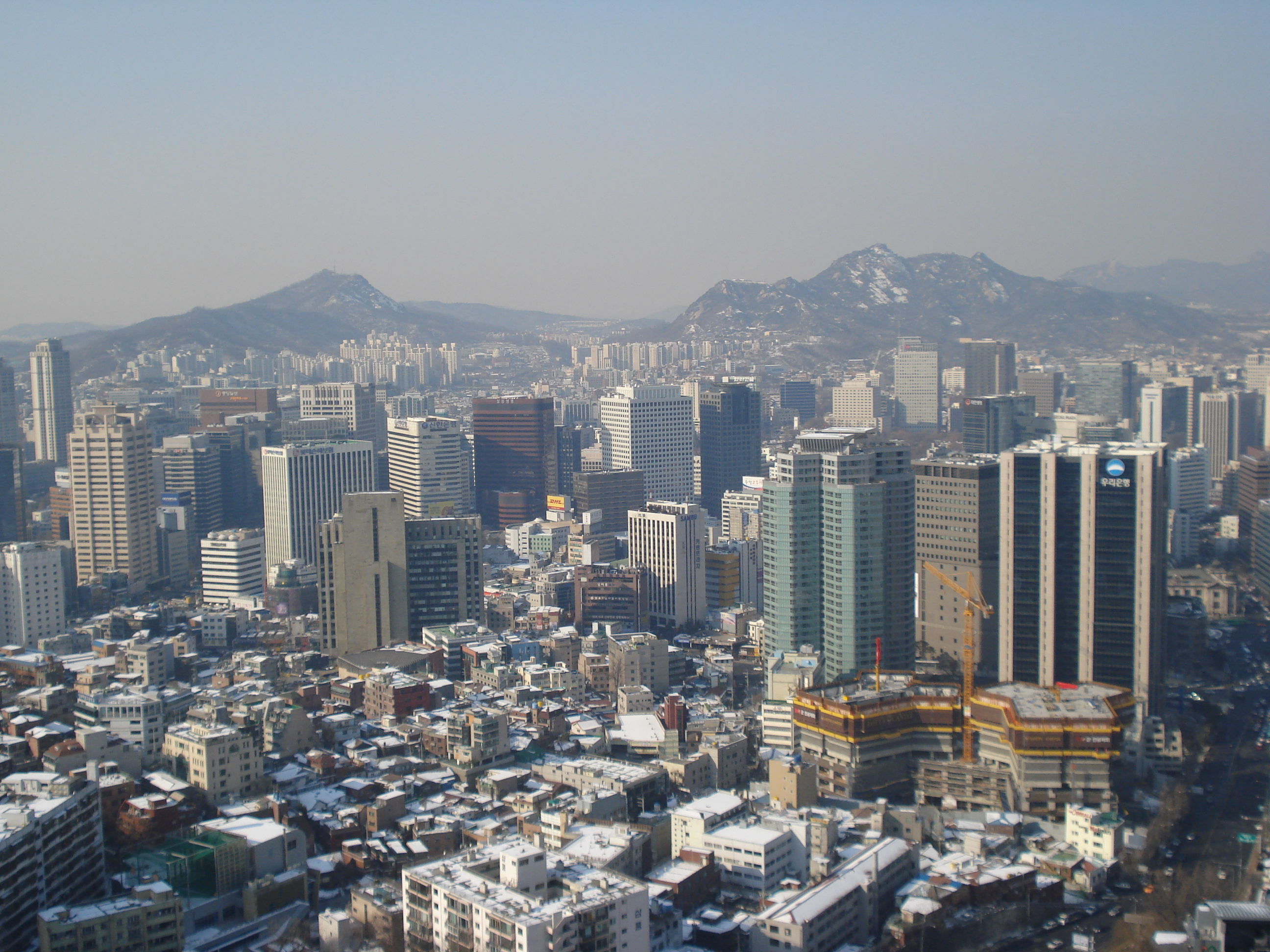
Séoul (Corée du Sud)
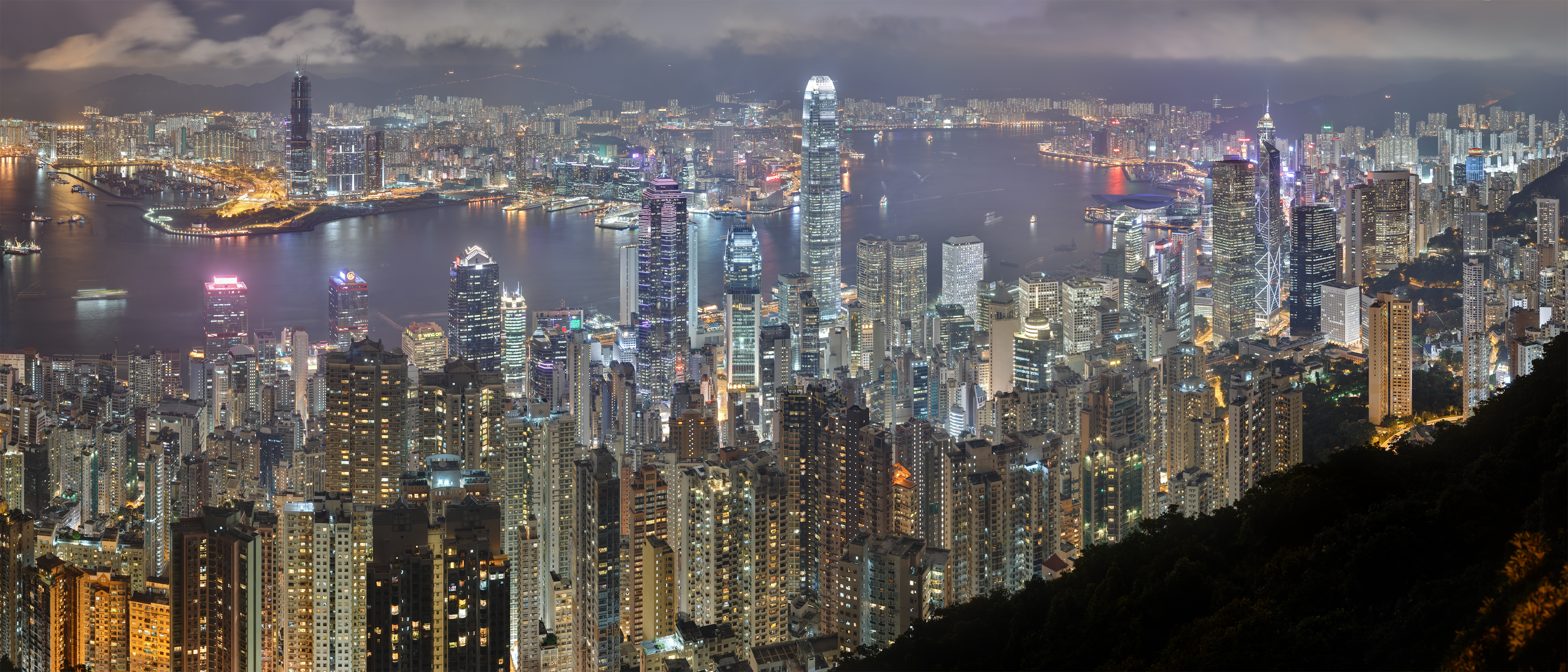
Hong Kong
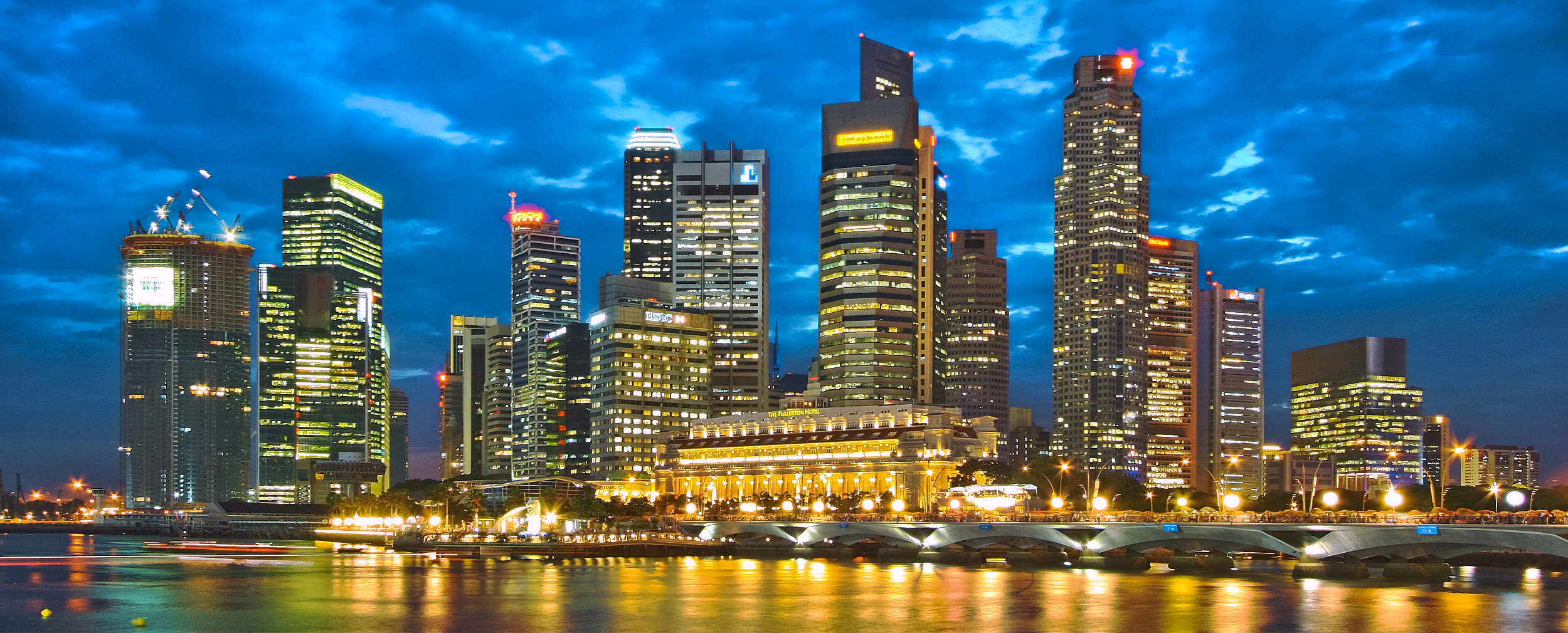
Singapour